# Thierstein (Adelsgeschlecht)

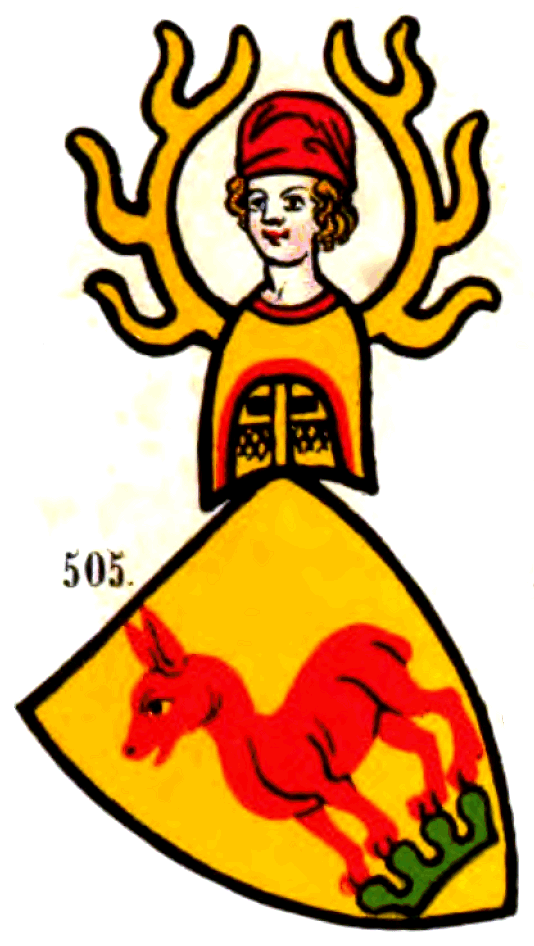
Wappen der Thierstain in der Zürcher Wappenrolle (ca. 1340)

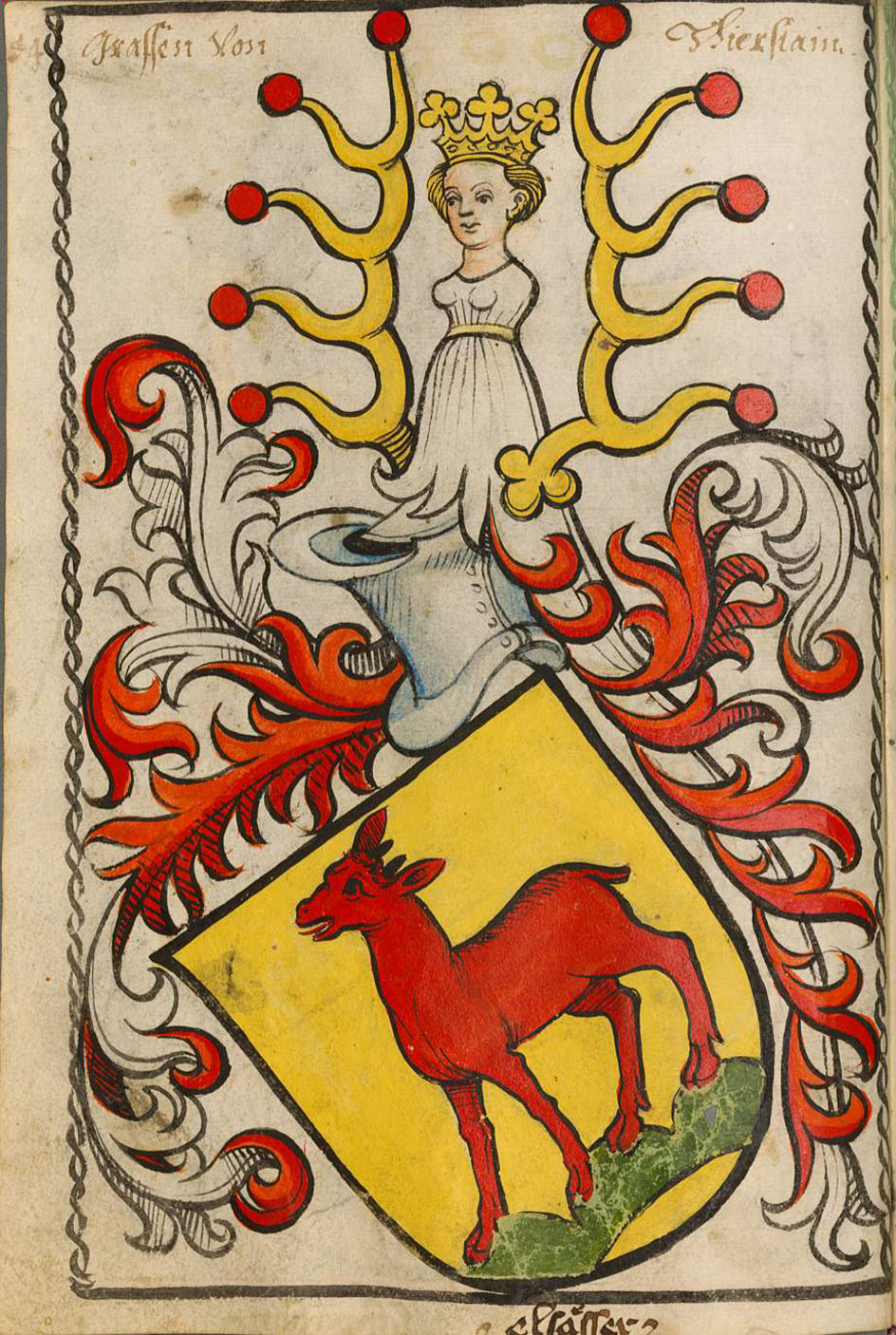
Wappen im Scheiblerschen Wappenbuch

Die Grafen von Thierstein (oft auch Tierstein geschrieben, auch Grafen von Homberg, Honberg, Hochinberc oder Hochenberg und Hohenberg) waren im Mittelalter ein bedeutendes Adelsgeschlecht in der Nordwestschweiz. Als Hochvögte des Bistums Basel und zeitweilige Grafen im Sisgau gehörten sie zum höheren Reichsadel.

## Geschichte
Der erste urkundlich nachgewiesene Graf von Thierstein war Rudolf de Dierstein 1082. Er hatte seinen Sitz auf der Burg Alt-Tierstein (Gemeinde Gipf-Oberfrick, Aargau), die möglicherweise schon im 10. Jahrhundert errichtet wurde. Um das Jahr 1100 entstand rund 600 Meter weiter südlich (heute im Gemeindegebiet von Wittnau) die Burg Alt-Homberg, weshalb Rudolf sich auch Graf von Homberg nannte.

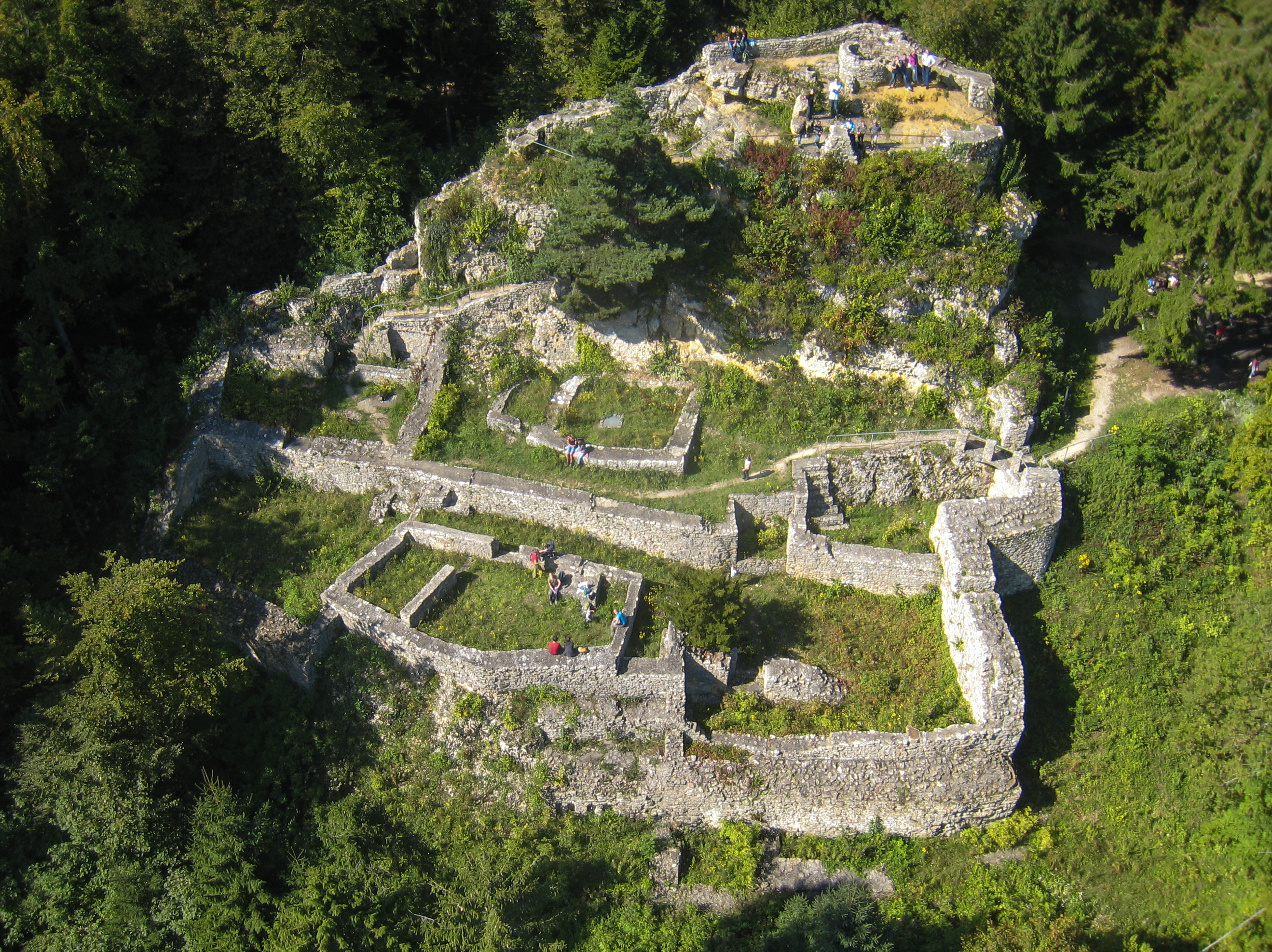
Burgruine Alt-Tierstein

Die Familie trennte sich 1149 in zwei Linien auf.

### Linie Homberg
Die auf Homberg ansässige Linie starb 1223 mit Graf Werner III. im Mannesstamme aus. Darauf erhielten im Jahre 1231 die Habsburger die Landschaft im Frickgau. Die hombergischen Hausgüter gelangten an Hermann IV. von Frohburg, der die Tochter des letzten Hombergers geheiratet hatte. Er erbaute ab 1240 im Baselbieter Jura die Burg Neu-Homberg. Sein Sohn Ludwig nannte sich nach dem mütterlichen Geschlecht Graf von Homberg. 1303 wurde die Burg mit den umliegenden Dörfern an den Bischof von Basel verkauft.

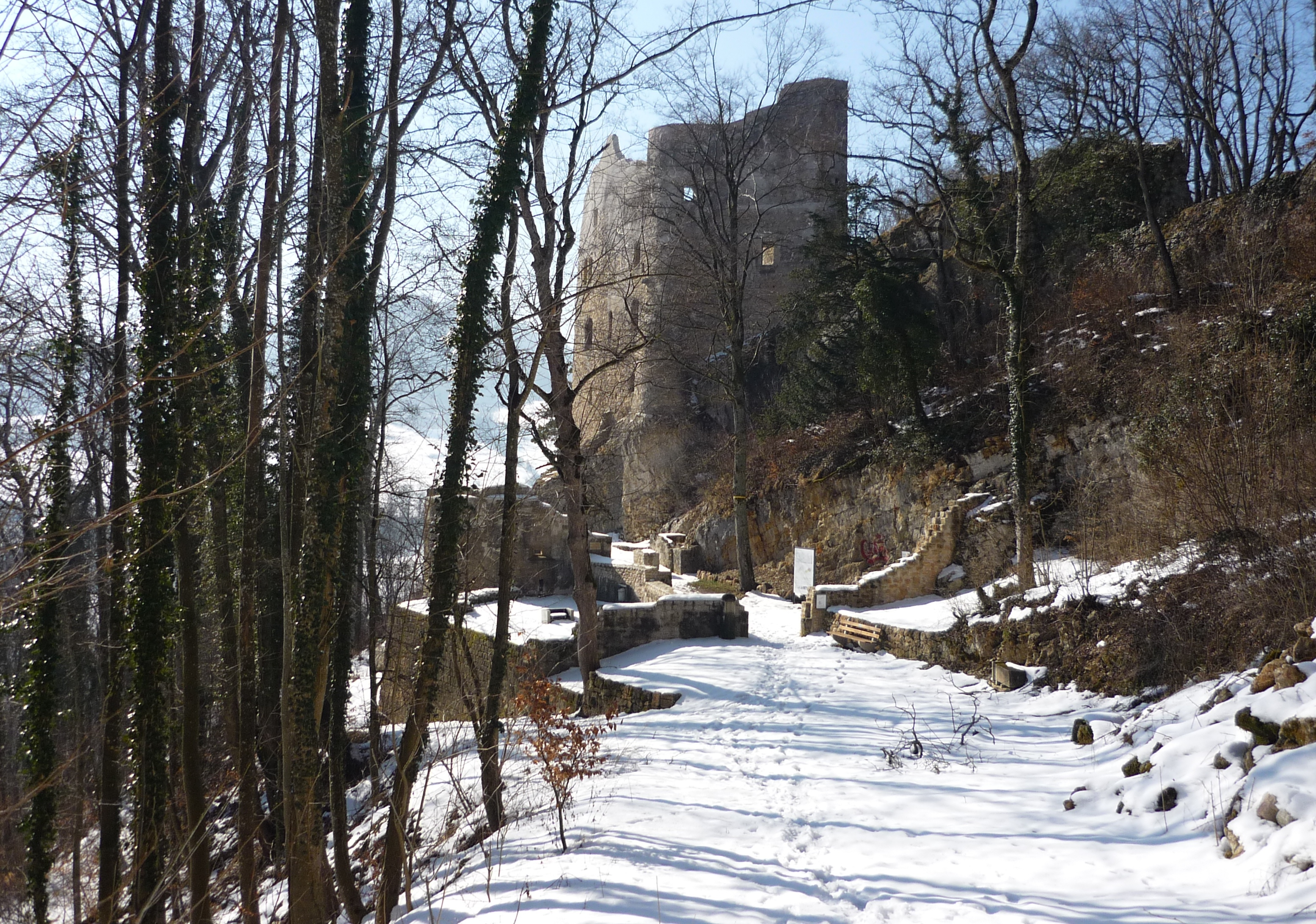
Ruine Neu-Homberg (Homburg)

### Linie Thierstein
Die auf Alt-Thierstein ansässige Linie vermehrte ihren Besitz beträchtlich durch die Mitte des 12. Jahrhunderts erfolgte Heirat mit einer Tochter der Grafen von Saugern (Soyhières im Kanton Jura), wodurch um 1180/1190 deren Güter im Birstal an die Thiersteiner fielen. Sie errichteten anstelle einer älteren Anlage dort um 1294/95 die Burg Neu-Thierstein bei Büsserach (Kanton Solothurn) und verlegten ihren Herrschaftsmittelpunkt dorthin. Für eine Zerstörung der Burg Alt-Thierstein durch das  Erdbeben von Basel 1356 gibt es keinen Nachweis, sie wurde ebenfalls noch bis ins 15. Jahrhundert bewohnt. In der Folge baute das Geschlecht im Raum Basel mit den Burgen Farnsburg, Pfeffingen und Dorneck, zunächst als Wohnsitze von thiersteinischen Dienstleuten, eine grosse Grundherrschaft auf.
Um die Mitte des 14. Jahrhunderts teilte sich die Familie der Thiersteiner in zwei Zweige auf. Der eine bewohnte fortan die Farnsburg, der andere Neu-Thierstein und die Mitte des 13. Jahrhunderts umfassend erneuerte Burg Pfeffingen.

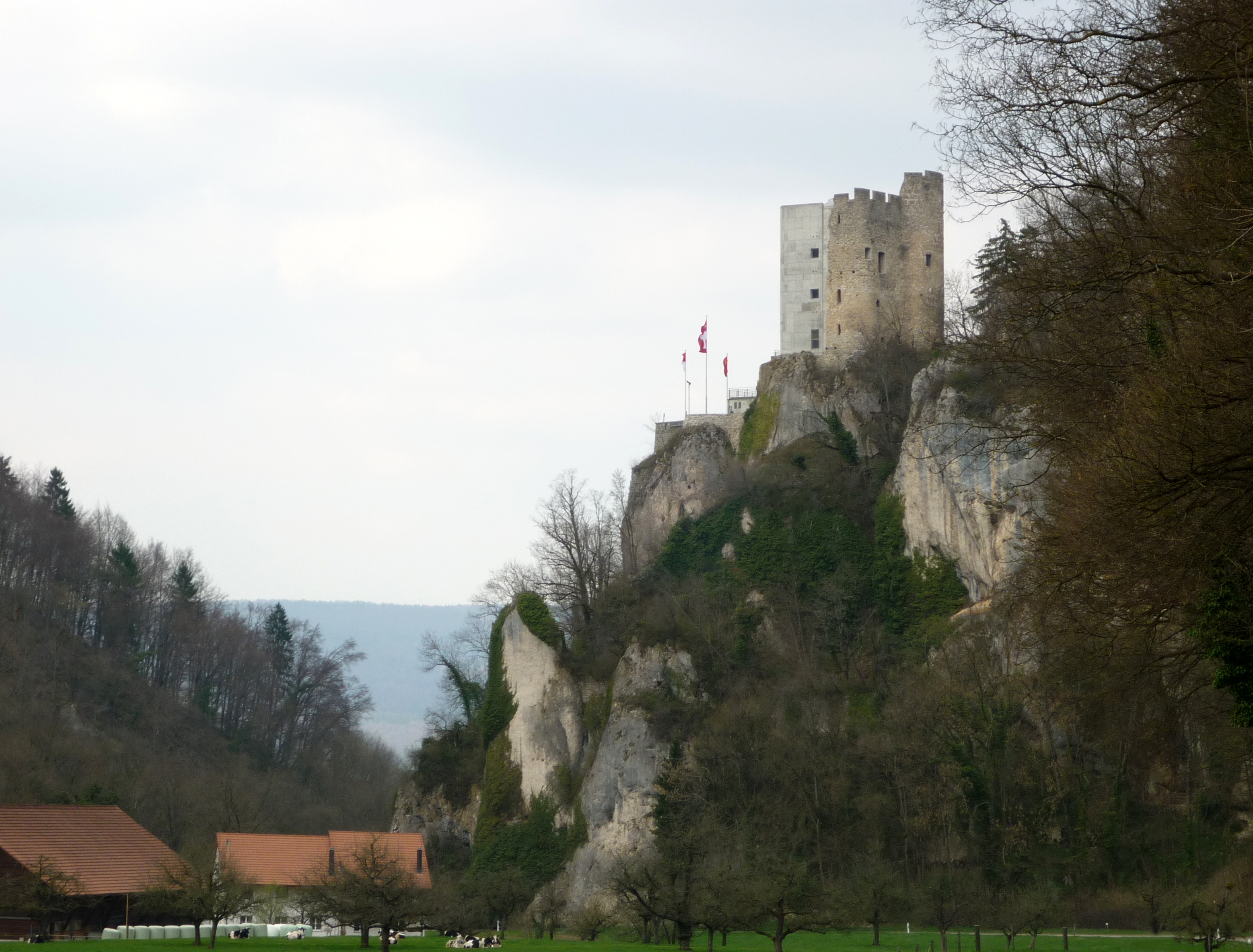
Burg Neu-Thierstein
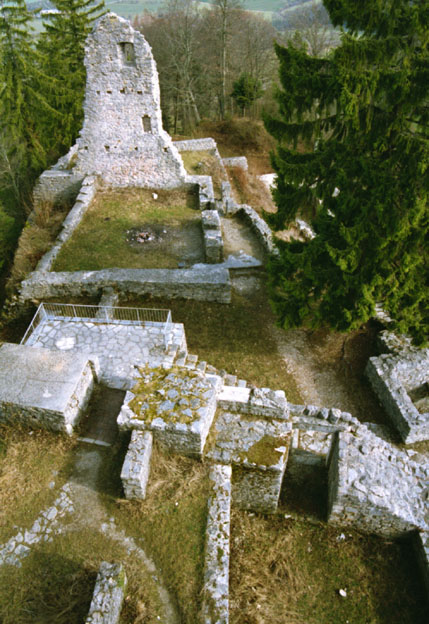
Farnsburg
Burg Pfeffingen (1754)

Als Graf Sigmund II. von Thierstein, Graf und Herr zu Frohburg und Landgraf im Sisgau, 1379 vom Freiherrn Henmann von Bechburg gefangen und dem Basler Bischof Johann III. von Vienne ausgehändigt wurde, gelang ihm dank Gott und gut Herr Fridlin die Flucht. Zum Dank für seine Rettung schenkte er am 31. Mai 1379 den Zoll zu Frick dem Frauenstift des heiligen Fridolin in Säckingen und erhielt ihn von der Fürstäbtissin um jährlich zwei Pfund Wachs als Erblehen zurück.
Graf Otto I. von Thierstein († zwischen 1347 und 1352) baute um 1330 die Farnsburg bei Ormalingen. Er war Inhaber der Landgrafschaft Sisgau, einem Lehen des Fürstbistums Basel. Sein Enkel Otto II. von Thierstein (* vor 1383; † 1418) war der letzte des Zweiges Thierstein-Farnsburg. Dessen Erbtochter Claranna brachte Burg und Herrschaft Farnsburg nach dem Tod des Vaters 1418 sowie 1426 auch die Landgrafschaft Sisgau an ihren Ehemann, den Freiherrn Hans Friedrich von Falkenstein († 1426). Die beiden Söhne des Falkensteiners verkauften Burg und Herrschaft Farnsburg 1461 der Stadt Basel.
Die Tochter Walrams II. von Thierstein und Schwester Walrams III., Katharina († 1385), heiratete den Markgrafen Rudolf II. von Hachberg-Sausenberg aus einer Nebenlinie des Hauses Baden. Ihr spätgotisches Figurengrabmal befindet sich, neben dem ihres Bruders, im Basler Münster.
1402 erschlugen Graf Bernhard von Thierstein und sein Diener Johann Ulrich von Pfirt den „Begerhans“, der vermutlich aus Strassburg stammte. Der badische Markgraf Bernhard I., Vetter des Thiersteiners, schaltete sich am 19. Oktober 1402 von Pforzheim aus in die Sache ein und bat in seines und des Herzogs von Österreich Namen Meister und Rat zu Strassburg schriftlich, die Freunde des Erschlagenen zu bitten, die Angelegenheit mit ihm zu besprechen, damit „kein grosser unrate davon kommen moge“. Dieselbe Bitte schrieb gleichzeitig auch Johann von Lupfen, Landgraf zu Stühlingen.
Als die Grafen Bernhard und Johann II. von Thierstein zusammen mit dem Grafen Ulrich von Werdenberg die Räte des Königs Janus von Zypern bei ihrer Reise durch die Lombardei gefangen genommen und ausgeraubt hatten, forderte der deutsche König Ruprecht (1400–1410) am 26. Mai 1404 von Heidelberg aus den Rat und den Bürgermeister von Konstanz auf, sich für die Entlassung der Gefangenen einzusetzen.
1479 gab Kaiser Friedrich III. die Hohkönigsburg im Elsass als Lehnsgut an Oswald von Thierstein († 1488) und dessen Bruder Wilhelm. 1519 starben die Grafen von Thierstein aus. Um ihr Erbe des Grafenhauses entbrannte darauf ein Streit zwischen den Städten Basel und Solothurn, Österreich und dem Bistum Basel. Die Burg fiel an Kaiser Maximilian I. und somit an das Haus Habsburg zurück.

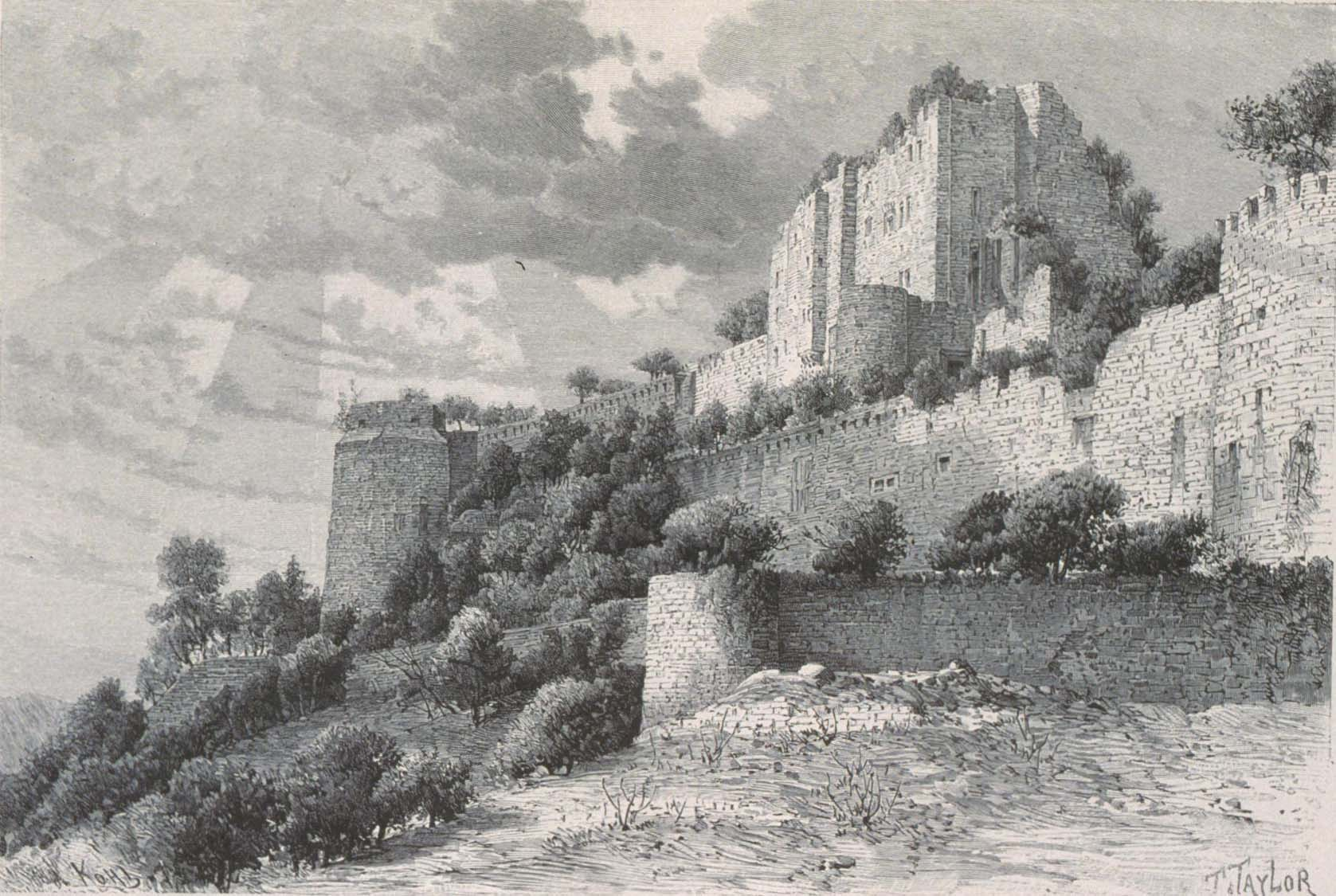
Hohkönigsburg, Elsass

## Fortführung des Titels
König Ferdinand I., Erzherzog von Österreich, erhob 1543 die Herren von Ebersdorf, oberste Erbkämmerer in Österreich, in den Grafenstand und verlieh ihnen Wappen und Titel der ausgestorbenen Grafen von Thierstein als deren (angebliche) Blutsverwandte.

## Wappen

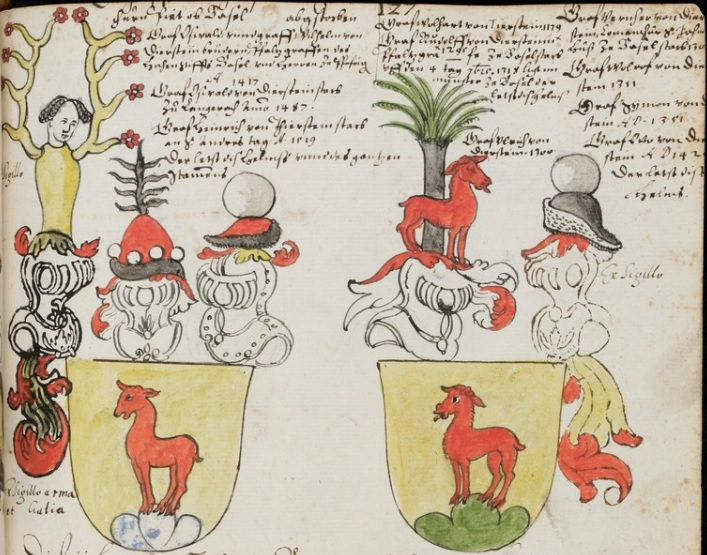
Wappen der Grafen von Dierstein/Tierstein zu Basel im Wappenbuch des Aegidius Tschudy 16. Jh., Tafel 127

Blasonierung: In Gold auf einem grünen schwebenden Dreiberg eine rote Hirschkuh mit gesträussten Ohren. Als Helmzier auf dem Stechhelm ein wachsender Jungfrauenrumpf mit einer goldenen Grafenkrone über einem Hirschgeweih mit zehn Enden. Die Helmdecken sind aussen silber und innen rot.
Das Wappen führt heute der Bezirk Thierstein im Kanton Solothurn, in dessen Gemeinde Büsserach die Burgruine Neu-Thierstein steht.

## Personen
Graf Walram III. von Thierstein wurde bekannt wegen einer Legende zum Basler Erdbeben vom 18. Oktober 1356.
Ludwig von Thierstein war Abt von Einsiedeln.